# Коняновский, Зоран
Зоран Коняновский (макед. Зоран Коњановски; род. 3 марта 1967, Битола) — македонский политик от партии ВМРО-ДПМНЕ, министр обороны Республики Македония 2008 по 2011 год.
Зоран Коняновский окончил механический факультет Битольского университета. С июня 1999 года работал инженером на государственном предприятии «Стрежево» в Битоле. В 2005 году после местных выборов избран председателем Муниципального совета Битолы. В том же году был избран членом исполнительного комитета партии ВМРО-ДПМНЕ. С 26 августа 2006 по 1 июня 2007 года министр по вопросам местного самоуправления. В июне 2007 года он был назначен генеральным директором горно-энергетического комбината «Битола», одного из крупнейших предприятий в Республике Македония. 26 июля 2008 года назначен министром обороны Республики Македония.
Он женат, имеет жену Жасмин и двоих сыновей — Дамяна и Горазда.